# Port Charlotte Village Hall

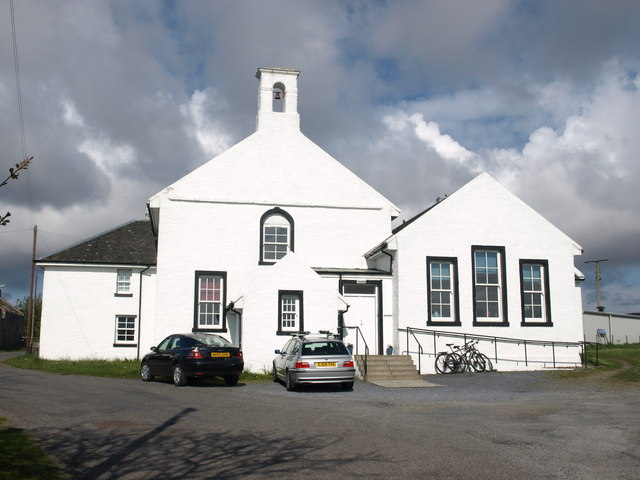
Ostansicht (2010)

Die Port Charlotte Village Hall ist die ehemalige Kirche, Schule und spätere Gemeindehalle der schottischen Gemeinde Port Charlotte, die sich im Südwesten der Hebrideninsel Islay befindet. Das Gebäude steht in der School Street (schottisch-gälisch Sraid na Sgoile) im Südwesten Port Charlottes. Die Port Charlotte Village Hall ist seit 1986 in den schottischen Denkmallisten in der Kategorie B eingeordnet.

## Beschreibung
Das Gebäude befindet sich auf einer Anhöhe gegenüber dem Sportplatz und liegt damit höher als die meisten Gebäude des Küstenortes. Zunächst war in dem um das Jahr 1830 entstandenen Bau eine Schule untergebracht. An der Ostseite befindet sich zentral am Hauptgebäude unterhalb eines Bogenfensters eine ehemalige überdachte Terrasse, die heute als kleiner, geschlossener Flügel dem Haus vorgelagert ist. Rechterhand ist eine zweiflüglige Tür vorhanden. Ebenso wie das Hauptgebäude schließen auch die zweistöckigen Flügel in nördlicher und östlicher Richtung mit schiefergedeckten Satteldächern ab. Einzig der kurze Südflügel besitzt ein halbes Zeltdach. Rund um das Gebäude sind zahlreiche Sprossenfenster verbaut. Auf das Hauptgebäude ist am Ostende zentral ein kleiner, offener Glockenturm aufgesetzt. Teile des Gebäudes wurden erst um das Jahr 1880 hinzugefügt. Das Gebäude wurde 2003 an privat verkauft, heute befinden sich darin Ferienwohnungen.